# Boundary Lake, Manitoba
Boundary Lake är en sjö i Kanada.   Den ligger i provinsen Manitoba, i den sydöstra delen av landet, 1 900 km väster om huvudstaden Ottawa. Boundary Lake ligger 679 meter över havet. Arean är 0,10 kvadratkilometer.
Omgivningarna runt Boundary Lake är en mosaik av jordbruksmark och naturlig växtlighet. Runt Boundary Lake är det mycket glesbefolkat, med 6 invånare per kvadratkilometer.